# Atténuation
Pour les articles homonymes, voir Atténuation (homonymie).
En électronique, l’atténuation ou affaiblissement est la diminution relative de la puissance d'un signal au cours de sa transmission. C'est la quantité par laquelle il faut multiplier la valeur du signal à la sortie pour obtenir celle à l'entrée de la section considérée.

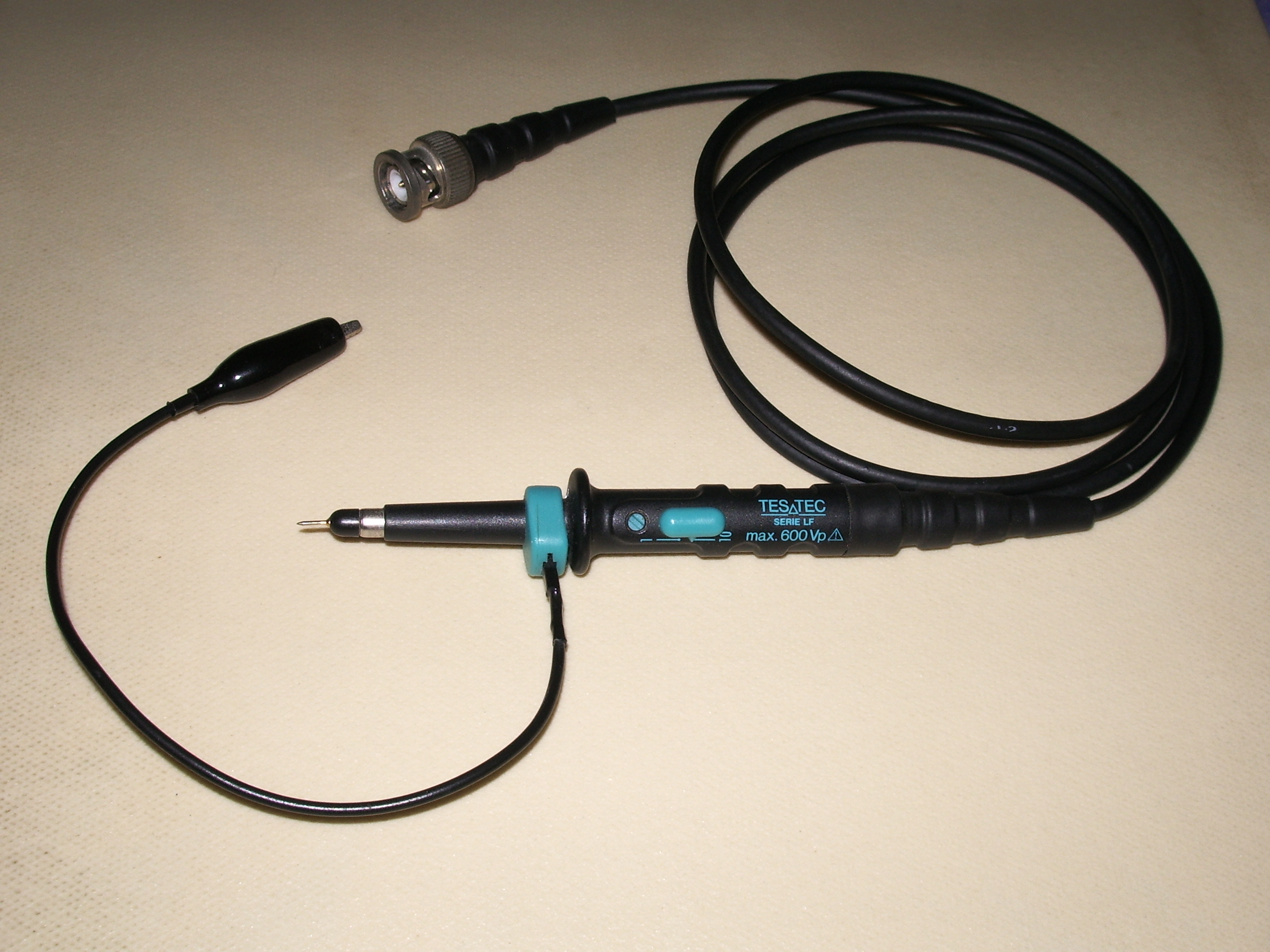
Sonde

Une sonde de mesure d'oscilloscope d'atténuation 10× transmet à l'appareil un signal dix fois plus faible qu'au point de mesure.
Il faut multiplier par 10 la valeur lue sur l'instrument (sortie de la sonde) pour obtenir la valeur mesurée (entrée de la sonde).
L'atténuation, que ce soit dans une ligne de transmission ou dans un faisceau hertzien, est une grandeur importante dans les télécommunications, dont elle est un facteur limitatif. Dans les circuits électroniques, les montages atténuateurs servent pour l'adaptation du niveau du signal entre des parties d'un appareil, sans en modifier d'autre part les caractéristiques.
Ce concept sert aussi en acoustique, notamment en acoustique environnementale pour le calcul de l'isolation phonique. Les différentes formes d’atténuation fonction de la longueur d’onde interviennent également en optique, pour caractériser l’évolution du spectre d’un rayonnement électromagnétique traversant un milieu donné.

## Définitions

### Atténuation d’un signal
L'atténuation est « le rapport des valeurs de grandeurs de même nature à l'entrée et à la sortie d'un dispositif ou d'un système. »

atténuation = (valeur efficace en entrée) ÷ (valeur efficace en sortie)

Ce rapport s'exprime souvent en décibels. Dans ce cas, la grandeur pertinente est implicitement la puissance et on considère la valeur efficace. L'atténuation est l'inverse du gain. On parle d'atténuation pour un gain inférieur à 1, s'il est exprimé en rapport, ou négatif, s'il est exprimé en décibels.

### Atténuation ou affaiblissement linéïque
L'affaiblissement linéïque ou atténuation par unité de longueur est une caractéristique d'une ligne de transmission qui indique que la puissance du signal subit une décroissance exponentielle selon la distance :

atténuation = {\displaystyle \mathrm {e} ^{-\alpha l},}
où α est l'atténuation linéïque en néper par unité de longueur et {\displaystyle l} la distance.

On exprime couramment l'affaiblissement linéïque en décibels par kilomètre (valant environ 0,23 néper/km).
L'atténuation des ondes au cours de leur propagation est d'abord géométrique, qui, suivant la loi en carré inverse, est proportionnelle au carré de la distance parcourue. À cette atténuation géométrique s'ajoutent les pertes dans le milieu.

## Circuits électroniques
Dans un circuit électronique, analysé comme un quadripôle, on parle d'atténuation dans le contexte du traitement du signal, lorsque
1. le signal en sortie s'exprime dans la même grandeur (tension ou courant) que celle de l'entrée ;
2. le rapport entre la puissance du signal de sortie et celle du signal d'entrée est inférieur à 1 ;
3. ce rapport est indépendant de la fréquence dans le domaine considéré.

Dans les autres cas, on se réfère, plus généralement, à la fonction de transfert. Quand le rapport entre les grandeurs d'entrée et de sortie dépend principalement de la fréquence, on parle de filtre électronique. Le diagramme de Bode représente l'atténuation en fonction de la fréquence.
On appelle atténuateur un circuit diviseur de tension, composé souvent uniquement de résistances, dont l'atténuation ne dépend pas de la fréquence dans la bande passante considérée.
L'atténuation provoquée par un atténuateur dépend de l'impédance de sortie de la source et de l'impédance d'entrée de la destination.
Quand cet atténuateur doit s'insérer dans une ligne de transmission, son impédance d'entrée et son impédance de sortie doivent être égales à l'impédance caractéristique de la ligne.

## Lignes de transmission
L'atténuation dépend généralement de la fréquence et peut s'exprimer par un nombre complexe, exprimant le rapport des amplitudes et le déphasage de la sortie par rapport à l'entrée à une fréquence donnée. Dans un circuit électronique, cette expression est donnée par la fonction de transfert. Dans une ligne de transmission, c'est le coefficient de propagation ou exposant linéique de propagation, dont la partie réelle s'appelle affaiblissement linéique et  s'exprime en népers par kilomètre, et la partie imaginaire, déphasage linéique et s'exprime en radians par kilomètre.
On se contente souvent d'indiquer la diminution de la puissance du signal ou de la porteuse par unité de longueur, le plus souvent en décibels par kilomètre, quand c'est plus opportun, en décibels par centaines de mètres.
L'atténuation dans une ligne de longueur donnée s'obtient en multipliant l'atténuation linéïque par longueur dans l'unité indiquée.
Cette grandeur concerne aussi les transmissions par fibre optique.

### Boucle locale de télécommunications
L'atténuation affecte la capacité de réception et de transmission des abonnés qui reçoivent des signaux numériques ADSL sur ligne téléphonique classique, une paire torsadée. L'atténuation, qui dépend du calibre du câble, est proportionnelleà la longueur de la ligne jusqu'au répartiteur de lignes raccordé au DSLAM, un équipement qui relie la boucle locale (xDSL) au réseau de transport (ATM/Ethernet) et à la racine carrée de la fréquence.
Si, pour un abonné, l'atténuation est excessive, son modem tentera d'établir une liaison à plus basse fréquence, limitant de ce fait le débit numérique.
Voici les valeurs de l'ARCEP à 300 kHz pour l’atténuation selon le calibre du câble (valeur théorique sur un câble en bon état) :
- 15 dB par km pour un calibre de 4/10
- 12,4 dB par km pour un calibre de 5/10
- 10,3 dB par km pour un calibre de 6/10
- 7,9 dB par km pour un calibre de 8/10

## Ondes
Les ondes, en champ libre, c'est-à-dire en l'absence d'obstacle, subissent une atténuation géométrique, du fait que la puissance propagée par le front d'onde se répartit sur une aire quadruple chaque fois que la distance à la source double ; elles suivent une loi en carré inverse.
L'affaiblissement de propagation comprend en plus les effets de l’absorption, de la diffusion de l'énergie rayonnée par le milieu, et globalement tous les effets qui contribuent à des pertes.
On parle d'atténuation principalement en ce qui concerne les ondes acoustiques, y compris infrasons et ultrasons et les ondes électromagnétiques (ondes hertziennes).

### Ondes électromagnétiques

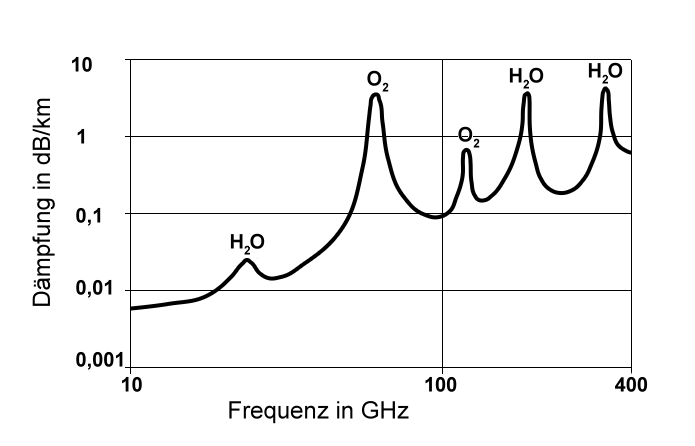
Diagramme d'atténuation d'un signal électromagnétique dans l'atmosphère selon la fréquence

L'atténuation dans l'atmosphère des ondes électromagnétiques affecte la transmission des communications radio, de la télévision, des téléphones mobiles, des satellites, des radars, etc. Le calcul prévisionnel de cette atténuation doit prévoir le type d'instrument à utiliser et les relais à installer. L'état de l'atmosphère et les précipitations font varier l'absorption de l'air. Les obstacles (édifices, relief, etc.) causent de la diffusion, de la réfraction et des réflexions multiples qui s'ajoutent au signal et font varier l'atténuation effective considérablement d'un endroit à un autre, même proche.

### Ondes sonores
L'atténuation d'un son, et plus généralement, d'une vibration, est le rapport de la puissance existant entre deux points de mesure.
La plupart des milieux présentant une viscosité sont dissipatifs : la propagation des vibrations s'accompagne de dissipation d'énergie acoustique sous forme de chaleur, qui s'ajoute à l'atténuation géométrique, si la propagation se fait en champ libre. Les nombreuses applications d'appareils de diagnostic par échographie utilisant les ultrasons en médecine, en études des matériaux et en sécurité se basent sur les recherches sur l'atténuation à ces fréquences. Entre autres, la mesure de l'atténuation dans un milieu hétérogène, comme les émulsions et les colloïdes, donne de l'information sur la distribution de diamètre des particules et en rhéologie, la variation du coefficient d'atténuation donne une indication sur la variation d'écoulement de la matière ainsi que sa viscosité. En isolation acoustique et vibratoire, on cherche à fabriquer des milieux aussi dissipatifs que possible.
L'atténuation du son dépend du médium traversé et de sa phase. La stabilité thermodynamique d'un fluide, comme l'atmosphère, l'influence fortement : plus le milieu est stable, moins le signal est dispersé.
Dans l'air, l’absorption du son augmente avec la fréquence, et diminue quand l’humidité augmente. Cette atténuation par dissipation énergétique (l'énergie sonore se transforme en chaleur) s'ajoute à l'atténuation géométrique.
On parle d'atténuation également pour des dispositifs et matériaux destinés à l'isolation phonique et à la protection individuelle contre le bruit.
L'atténuation d'une paroi est le rapport entre la pression acoustique mesurée de part et d'autre. Elle augmente avec la fréquence et suit la loi des masses :
- elle croît avec la fréquence considérée ;
- elle croît avec la masse surfacique de la paroi.

## Coefficient d'atténuation
Le coefficient d'atténuation ou coefficient d'extinction décrit la diminution d'un phénomène décroissant, dans les domaines les plus divers. C'est ainsi que dans la noblesse, « le nombre des noms de famille diminue : le coefficient d'extinction est de 0,28% par an ». Le coefficient semble ici n'être autre que le taux de décroissance.
Le coefficient d'atténuation, comme propriété d'un milieu, décrit la diminution d'intensité d'un rayonnement qui le traverse. Il dépend de l'énergie de ce rayonnement.
- Dans le dosage colorimétrique, c'est un rayonnement lumineux, dont la longueur d'onde décrit en général l'énergie[9] ;
- en radiologie, on donne l'énergie photonique, et le coefficient d'atténuation qui s'exprime comme la quantité μ dans l'expression μ dx est appelé coefficient d'atténuation linéique, massique, molaire ou atomique selon que dx est exprimé en unités de longueur, ou en masse, moles ou atomes par unité de surface[10] ;
- en exploration par ultrasons on utilise la fréquence[11].

Dans tous les cas, le coefficient rapporte l'atténuation à la longueur du trajet dans milieu traversé, et à la largeur de bande considérée, de façon à permettre l'intégration des coefficients à bande étroite dans une bande large.
Le coefficient d'extinction ou d'atténuation d'une substance particulière est pour les rayonnements lumineux, l'absorbance spécifique de ce matériau. Il prend en compte, en plus de l'absorption exprimée par le coefficient d'absorption, les effets dus à la diffusion et à la luminescence. Pour les ondes acoustiques, le coefficient d'atténuation regroupe identiquement l'ensemble des pertes subies en traversant le matériau. Il dépend, en plus des propriétés d'absorption du matériau, de la présence et de la forme de particules, de la turbidité, et de tous facteurs qui peuvent affecter la transmission.

## Grandeurs caractéristiques d'atténuation
En radiométrie, on définit les quantités suivantes pour un milieu de longueur l et d'indice réfraction n traversé par une lumière d'intensité incidente I0 et d'intensité transmise I.
| Quantité                                                            | Expression                                                                             |
| ------------------------------------------------------------------- | -------------------------------------------------------------------------------------- |
|                                                                     |                                                                                        |
| Transmittance ou facteur de transmission ou transparence            | {\displaystyle T={\frac {I}{I_{0}}}}                                                   |
| Épaisseur optique                                                   | {\displaystyle \tau =-\ln T}                                                           |
| Opacité                                                             | {\displaystyle O={\frac {1}{T}}}                                                       |
|                                                                     |                                                                                        |
| Densité optique                                                     | {\displaystyle D=-\log _{10}T}                                                         |
| Atténuation (dB)                                                    | {\displaystyle -10\log _{10}T}                                                         |
| Atténuation linéique (dB⋅m−1)[réf. nécessaire]                      | {\displaystyle -{\frac {10\log _{10}T}{l}}}                                            |
| Coefficient d'atténuation linéique (m−1)                            | {\displaystyle -{\frac {\ln T}{l}}}                                                    |
|                                                                     |                                                                                        |
| Absorbance                                                          | {\displaystyle A=-\log _{10}T}                                                         |
| Chemin optique (m)                                                  | {\displaystyle L=nl}                                                                   |
| Coefficient d'absorption, absorptivité (m−1)                        | {\displaystyle a={\frac {A}{L}}} ou {\displaystyle a={\frac {A}{l}}}                   |
| Coefficient d'absorption molaire ou absorptivité molaire (m2⋅mol−1) | {\displaystyle \epsilon ={\frac {A}{cL}}} ou {\displaystyle \epsilon ={\frac {A}{cl}}} |

On prêtera attention à ce que la profondeur optique est la seule de ces grandeurs à utiliser le logarithme naturel. Les autres grandeurs d’atténuation utilisent le logarithme en base dix, et plus spécifiquement le décibel.
Les grandeurs sans dimension sont toutes des grandeurrs extensives ; celles ramenées à une unité de longueur sont intensives et s’expriment en m−1 (mètre à la puissance moins un).